# فرانز نيكولاس كونينغ
فرانز نيكولاس كونينغ هو رسام سويسري، ولد في 6 أبريل 1765 في برن في سويسرا، وتوفي بنفس المكان في 27 مارس 1832.